# Andrea Bouma
Andrea Bouma (ur. 6 listopada 1999) – holenderska lekkoatletka, sprinterka, medalistka halowych mistrzostw świata w 2022.

## Osiągnięcia sportowe
Odpadła w półfinale biegu na 200 metrów na mistrzostwach świata juniorów w 2016 w Bydgoszczy. Na mistrzostwach Europy juniorów w 2017 w Grosseto zajęła 8. miejsce w sztafecie 4 × 100 metrów i odpadła w półfinale biegu na 200 metrów. Była rezerwową zawodniczką w sztafecie 4 × 400 metrów podczas igrzysk olimpijskich w 2020 w Tokio. 
Wystąpiła w biegu eliminacyjnym sztafety 4 × 400 metrów na halowych mistrzostwach świata w 2022 w Belgradzie. W biegu finałowym zastąpiła ją Femke Bol. Sztafeta holenderska zdobyła srebrny medal i Bouma również uznawana jest za wicemistrzynię świata w tej konkurencji.
Była mistrzynią Holandii w biegu na 400 metrów w 2020.

## Rekordy życiowe
- bieg na 200 metrów – 23,71 s (14 sierpnia 2021, La Chaux-de-Fonds)
- bieg na 200 metrów (hala) – 24,39 s (30 stycznia 2021, Wiedeń)
- bieg na 400 metrów – 52,73 s (11 czerwca 2022, Genewa)
- bieg na 400 metrów (hala) – 53,12 s (26 lutego 2022, Apeldoorn)